# Likasi
Likasi, korábban Jadotville vagy Jadotstad a Kongói Demokratikus Köztársaság délkeleti részén, a Felső-Katanga tartományban (korábban  Katanga tartományban) fekvő város. A város a Felső-Katanga fennsíkon fekszik, klímája trópusi, az átlaghőmérséklet 20 C°. A város a korábbi államfő, Laurent Kabila szülővárosa.

## Története
A város első nevét egykori gyarmati vezetőjéről Jean Jadotról kapta. 1966-ban Mobutu Sese Seko afrikanizálási törekvései során a Likasi nevet adta a városnak. A környéken mindig is etnikai feszültség volt az itt lakó népek között. 1961-ben, az Egyesült Nemzetek Szervezetének a Katangai konfliktusban való beavatkozása során a Jadotville-be irányított ír csapatok kénytelenek voltak magukat megadni a katangai miniszterelnökhöz, Moise Tshombehez hű erőknek (lásd Jadotville ostroma).

## Népesség
Likasi lakosságának száma 2005-ben 360 000 körül volt, 2008 végére csaknem elérte a félmilliót. Az 1990-es évek során a város lakosságának száma gyors növekedésnek indult, mivel nagyon sok menekült érkezett a városba a Shaba tartományban folyó etnikai konfliktusok miatt. Emiatt az Egyesült Nemzetek Szervezete menekülttáborokat hozott létre Likasi környékén.

## Gazdaság
Likasi a környék ipari – különösen bányászati – központja, és egyben közlekedési, szállítási  központ is. A város környékén bányák és ércdúsítók találhatók, melyek a környékbeli réz- és kobaltércet dolgozzák fel.

## Közigazgatási beosztása
A várost négy önkormányzat alkotja, melyek további kerületekre oszlanak:
- Kikula 10 kerülettel : Kalipopo, Kanona, Kapemba, Kaponona, Kisunka, Kyubo, Mbadi, Musumba, Nkolomoni, Okito ;
- Likasi 6 kerülettel : Centre-ville, Kapumpi, Kitabataba, SNCC, Simba;
- Panda 5 kerülettel : Kamilopa, Kankotwe, Kiwele, Mpandamayi, Muchanda ;
- Tshituru 4 kerülettel : Buluo, Kilima, Kimpwana, Nguya.